# Bec de canard (Syrie)
Pour les articles homonymes, voir Bec de canard.

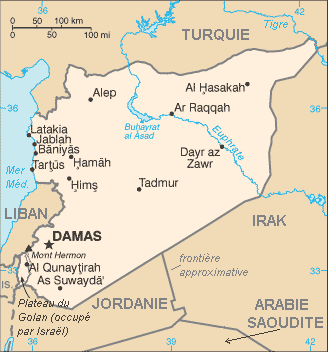
Carte de la Syrie avec le Bec de canard au nord-est.

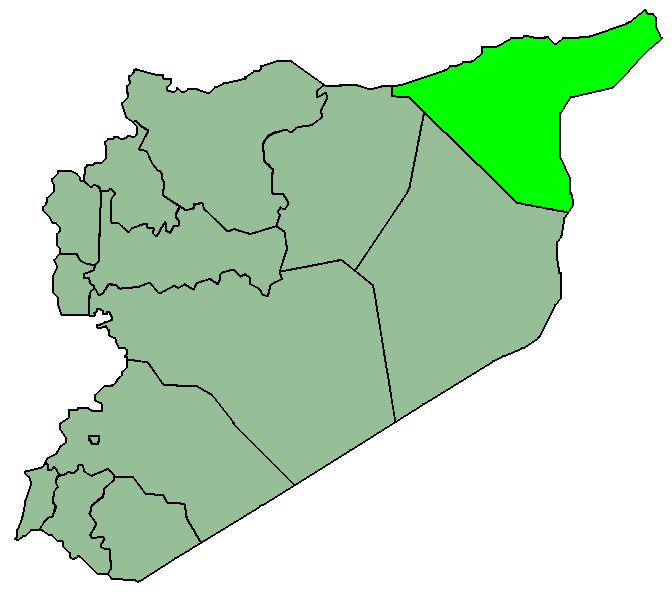
Localisation du gouvernorat d’Al-Hasaka avec le Bec de canard au nord-est.

L'expression Bec de canard désigne l’extrémité Nord-Est du territoire syrien située entre les frontières avec la Turquie et l’Irak, dans l’ancienne province de Djézireh, actuel gouvernorat d'Al-Hasaka. 
À l’extrémité du Bec de canard, la Syrie a un accès au Tigre, sur 32 km de long. La Turquie a prévu de construire un barrage à Cizre, à peu de distance en amont des frontières syrienne et irakienne, ce qui va réduire considérablement le débit en aval.

## Histoire
Les accords Sykes-Picot prévoyaient que le vilayet de Mossoul serait dans la sphère d'influence française, les accords d'après-guerre laissèrent ce territoire aux Britanniques, en échange d'une participation française aux bénéfices de l'exploitation pétrolière. En décembre 1924, un rapport avait suggéré la présence de gisements pétroliers dans la région frontalière du Bec de canard, prolongation de ceux de Mossoul. Dans les années 1921-1930, ce territoire a été contesté entre la Turquie et la Syrie sous mandat français, situé au Sud de Nusaybin (Turquie) et s'étendant à l'est jusqu'au Tigre, seul point d'accès de la Syrie sur le fleuve[pas clair]. Les troupes françaises y pénètrent du 3 au 6 juin 1930 à la suite de l'accord intervenu dans le cadre du Protocole d'Ankara de 1929.